# 天主教阿讓教區
天主教阿讓教區（拉丁語：Dioecesis Agennensis）是法國一個羅馬天主教教區，屬波爾多總教區。
傳統上第一位主教是阿讓的加伯蘇，而第一位見於文獻主教的就出現於357年，當時他撰文攻擊亞流派，又於兩年後參加了里米尼的宗教會議。
教區位於洛特-加龍省，2012年有教友202,000人（佔轄區總人口59.9%）、194個堂區、八十八名司鐸。現任教區主教為海伯·埃爾布勒托。